# Arkhon Infaustus
Gli Arkhon Infaustus sono una band francese black metal.

## Storia
La band fu fondata nel 1997 e fino ad oggi ha pubblicato cinque album, Dead Cunt Maniac (2000), Hell Injection (2001), Filth Catalyst (2003), Perdition Insanabilis (2004) e Orthodoxin (2007).

## Formazione
Attuale
- KWEL - chitarra, voce
- Dk Deviant - basso, voce
- EsX - chitarra

Membri passati
- 666 Torturer - chitarra, voce
- Hellblaster
- Toxik H. - chitarra
- Azk.6 - batteria

## Discografia

### Album in studio
- 2001 - Hell Injection
- 2003 - Filth Catalyst
- 2004 - Perdition Insanabilis
- 2007 - Orthodoxyn

### Demo
- 1998 - In Sperma Infernum

### EP
- 2000 - Dead Cunt Maniac
- 2017 - Passing The Nekromanteion